# Катамарка
Сан Фернандо дел Ваље де Катамарка (шп. San Fernando del Valle de Catamarca) или краће Катамарка (шп. Catamarca) је град у Аргентини у покрајини Катамарка. Према процени из 2005. у граду је живело 153.159 становника.

## Становништво
Према процени, у граду је 2005. живело 153.159 становника.
| 1980.  | 1991.   | 2001.   |
| ------ | ------- | ------- |
| 78.799 | 109.882 | 140.741 |